# Alltinget
Alltinget (isländska Alþingi eller sällan Alþing) är Islands lagstiftande församling. Alltinget har sitt namn efter det ting som inrättades på Þingvellir, fyra mil utanför Reykjavík, år 930. Alltinget är det äldsta existerande parlamentet i världen. Förutom en kort period i början av 1800-talet har det varit aktivt i över tusen år.
I allmänna val, som vanligtvis hålls vart fjärde år, väljs 63 ledamöter till Alltinget av de isländska väljarna. Valet sker i sex valkretsar enligt jämkade uddatalsmetoden med spärr på fem procent. Men det finns undantag för detta, om t.ex. valet sker på en söndag, vilket bara har hänt två gånger.

## Historia
Efter Islands union med Norge 1262, och Danmarks övertagande av både Norge och Island på 1380-talet, blev Alltingets styrande och lagstiftande funktioner allt svagare och tinget blev med tiden en ren domstol. År 1800 avskaffades Alltinget av danske kungen och ersattes av landsyfirréttur, en landsoverrett av dansk modell. Denna domstol fortsatte att verka till 1920, då den ersattes av Hæstirétturinn, Islands nuvarande högsta domstol.
Efter många protester mot Alltingets avskaffande gick Danmark 1844 med på att återinrätta det som en rådgivande församling, underställd danske kungen. Detta allting hade sitt första möte 1845 i Reykjavik och är föregångaren till dagens parlament. Alltingshuset (Alþingishúsið) invigdes 1881 och är en av Reykjaviks äldsta byggnader.

## Mandatfördelning
Resultatet i valet 2021 gav följande mandatfördelning i parlamentet:
|                                     | Sjálfstæðisflokkurinn Självständighetspartiet               | D                                   | 48 708  | 24,4 | 17 | +1   |
|                                     | Framsóknarflokkurinn Framstegspartiet                       | B                                   | 34 501  | 17,3 | 13 | +5   |
|                                     | Vinstrihreyfingin – grænt framboð Vänsterpartiet – de gröna | V                                   | 25 114  | 12,6 | 8  | –3   |
|                                     | Samfylkingin Samlingsfronten                                | S                                   | 19 825  | 9,9  | 6  | –1   |
|                                     | Flokkur fólksins Folkpartiet                                | F                                   | 17 672  | 8,8  | 6  | +2   |
|                                     | Píratar Piratpartiet                                        | Þ                                   | 17 233  | 8,6  | 6  | 0    |
|                                     | Viðreisn Återupprättande/Renässans                          | C                                   | 16 628  | 8,3  | 5  | +1   |
|                                     | Miðflokkurinn Centerpartiet                                 | M                                   | 10 889  | 5,4  | 2  | –5   |
|                                     | Socialistpartiet                                            | J                                   | 8 181   | 4,1  | 0  | nytt |
|                                     | Liberalerna                                                 | O                                   | 845     | 0,4  | 0  | nytt |
|                                     | Ansvarsfull framtid                                         | Y                                   | 144     | 0,1  | 0  | nytt |
| Ogiltiga/blanka röster              | Ogiltiga/blanka röster                                      | Ogiltiga/blanka röster              | 4 249   | –    | –  | –    |
| Totalt                              | Totalt                                                      | Totalt                              | 203 976 | 100  | 63 | 0    |
| Antal röstberättigade/valdeltagande | Antal röstberättigade/valdeltagande                         | Antal röstberättigade/valdeltagande | 254 681 | 80,1 | –  | –    |
| Källor:                             |                                                             |                                     |         |      |    |      |